# Copa América de 2028
A Copa América de 2028 será a 49.ª edição da Copa América, o campeonato internacional de futebol masculino quadrienal organizado pela CONMEBOL e será coorganizado pela terceira vez com a CONCACAF, mantendo a parceria da edição anterior.

## País anfitrião
O processo de escolha ainda deve ser definido em breve, mas já existem algumas candidaturas em andamento:

### Candidatura oficializada
- Equador

O país havia sido o indicado para receber a edição de 2024, no entanto, a federação local acabou recusando o convite para sediar o torneio por questões de altos custos. Em fevereiro de 2024, o país manifestou interesse para receber essa edição.
Com a oficialização da candidatura, foram indicadas como possíveis sedes: Quito, Guaiaquil, Manta, Cuenca, Machala, Ambato, Riobamba e Salinas.

### Pré-candidaturas
- Estados Unidos

Com o encerramento da edição anterior, o jornal brasileiro O Globo chegou a informar que a CONMEBOL e a USA Soccer haviam firmado um acordo que dava direito ao país de receber duas edições da Copa América, o que incluiria esta edição.
- Argentina,  Paraguai e  Uruguai

Chegou a se especular que os três países poderiam lançar uma candidatura para essa edição como um teste para a Copa do Mundo FIFA de 2030, já que o trio vai receber os jogos da primeira semana do torneio. A Argentina seria sede da edição de 2021, mas, por conta do crescimento de novos casos da COVID-19, o país acabou abrindo mão da competição.

## Equipes
|                |      | |
|                |      | |
|                |      | |
|                |      | |
|                |      | |
|                |      | |
| América do Sul |      | |
| Argentina      | 45.ª | Campeão (1921, 1925, 1927, 1929, 1937, 1941, 1945, 1946, 1947, 1955, 1957, 1959, 1991, 1993, 2021 e 2024) |
| Bolívia        | 30.ª | Campeão (1963)                                                                                            |
| Brasil         | 31.ª | Campeão (1919, 1922, 1949, 1989, 1997, 1999, 2004, 2007 e 2019)                                           |
| Chile          | 42.ª | Campeão (2015 e 2016)                                                                                     |
| Colômbia       | 25.ª | Campeão (2001)                                                                                            |
| Equador        | 31.ª | 4.º lugar (1959 e 1993)                                                                                   |
| Paraguai       | 40.ª | Campeão (1953 e 1979)                                                                                     |
| Peru           | 35.ª | Campeão (1939 e 1975)                                                                                     |
| Uruguai        | 47.ª | Campeão (1916, 1917, 1920, 1923, 1924, 1926, 1935, 1942, 1956, 1959, 1967, 1983, 1987, 1995 e 2011)       |
| Venezuela      | 21.ª | 4.º lugar (2011)                                                                                          |